# Berkeley Law
 (septembre 2016).
Améliorez-le ou discutez des points à vérifier. 
Berkeley Law (University of California, Berkeley, School of Law de son nom officiel, également connue sous le nom de Boalt Hall au sein de la communauté des étudiants et anciens de Berkeley) est la faculté de droit de l'université de Californie à Berkeley fondée en 1911. Il s'agit de l'une des plus prestigieuses des Top Elite Law Schools des États-Unis et de la meilleure public law school.
L'université de Californie à Berkeley fut la première université à l'ouest du Mississippi à dispenser des cours de droit dès 1881 et à créer son Department of Jurisprudence en 1894. Elle sera suivie par l'université Stanford en 1893.
Elle accueille approximativement 900 Juris Doctor (JD), 175 Master of Laws (LLM), et 45 Doctor of Laws (JSD / PhD).

## Histoire
Le Department of Jurisprudence est fondé à Berkeley en 1894. En 1913, il est élevé au rang de School of Jurisprudence qui sera renommé School of Law en 1951.
La faculté était à l'origine abritée dans le Boalt Memorial Hall of Law, construit en 1911 grâce au don fait par Elizabeth Josselyn Boalt en mémoire de son époux, John Henry Boalt. En 1951, la faculté déménage dans le new Boalt Hall, qu'elle occupe actuellement, à l'angle sud-ouest du campus central, l'ancien Boalt Hall a été rebaptisé Durant Hall.

## Classements
Berkeley Law est classée comme l'une des 10 meilleures facultés de droit des États-Unis (les États-Unis comptent des centaines de facultés de droit, dont plus de 200 en Californie). Son classement varie entre la 1re et la 8e place en fonction des journaux.
Le classement 2009 de US News place Berkeley Law en 6e position .
Berkeley Law a un taux d'admission de 10 %. Seules Yale et Stanford ont un taux d'admission plus faible. U.S. News and World Report classe notamment le programme de droit de la propriété intellectuelle comme le meilleur du pays depuis 10 ans.

## Diplômes
Berkeley Law décerne quatre diplômes différents :
- Le Juris Doctor (JD) est le diplôme qu'obtient la plupart des personnes souhaitant exercer la profession d'avocat aux États-Unis. Il est obtenu à l'issue d'un programme de trois ans(1L, 2L, 3L) par environ 300 étudiants chaque année. Le programme est essentiellement composé d'étudiants de nationalité américaine et occasionnellement d'étudiants issus d'autres pays de common-law. Sa particularité est que les étudiants doivent détenir des études universitaires antérieurs, idéalement un baccalauréat universitaire d'un pays anglo-saxon (soit l'équivalent d'une licence européenne) et parfois de l'expérience de travail, afin de pouvoir être admis.
- Le Master of Laws (LLM) est le diplôme qu'obtiennent les titulaires d'un JD souhaitant enseigner le droit, ainsi que les avocats ou enseignants étrangers souhaitant acquérir une formation aux États-Unis. Il est obtenu à l'issue d'un programme d'un an au cours duquel les LLM sont intégrés aux cours des étudiants JD de deuxième et troisième année (2L et 3L). Environ 175 étudiants obtiennent ce diplôme chaque année.  Depuis sa création au début des années 1960 jusqu'en 2006, moins d'une trentaine de français ont pu intégrer ce programme[8]
- Le Doctor of the Science of Law (JSD) est le diplôme qu'obtiennent généralement les titulaires d'un LLM souhaitant poursuivre leurs études aux États-Unis. 15 à 20 étudiants l'obtiennent chaque année à l'issue d'un programme d'un an.
- Le Jurisprudence and Social Policy (JSP) est un diplôme interdisciplinaire obtenu en trois ans, et est l'équivalent en droit du Ph.D.  15 à 20 étudiants l'obtiennent chaque année.

## Doyens de la faculté
1. William Carey Jones (1894-1912) - doyen du Department of Jurisprudence
2. Orrin Kip McMurray (1923-1936)
3. Edwin DeWitt Dickinson (1936-1948)
4. William Prosser (1948-1961)
5. Frank C. Newman (1961-1966)
6. Edward C. Halbach, Jr. (1966-1975)
7. Sanford H. Kadish (1975-1982)
8. Jesse H. Choper (1982-1992)
9. Herma Hill Kay (1992-2000)
10. John P. Dwyer (2000-2002)
11. Robert C. Berring, Jr. (2003-2004) - intérim
12. Christopher Edley, Jr. (2004- )

## Centres de recherches de Berkeley Law
- Berkeley Center for Criminal Justice (créé en 2006)
- Berkeley Center for Law, Business, and the Economy (créé en 2004)
- Berkeley Center for Law & Technology (créé en 1996)
- California Center for Environmental Law and Policy
- Center for Clinical Education (créé en 1998)
- Center for the Study of Law and Society (créé en 1961)
- Chief Justice Earl Warren Institute on Race, Ethnicity and Diversity
- Death Penalty Clinic (créé en 2001)
- Institute for Legal Research (formerly the Earl Warren Legal Institute) (créé en 1963)
- International Human Rights Law Clinic (créé en 1998)
- Kadish Center for Morality, Law and Public Affairs (créé en 2000)
- Robert D. Burch Center for Tax Policy and Public Finance (créé en 1994)
- Samuelson Law, Technology and Public Policy Clinic (créé en 2000)
- Thelton E. Henderson Center for Social Justice (créé en 1999)

## Revues éditées par Berkeley Law
Berkeley Electronic Press (ou BE PRess) comprend les revues électroniques intitulées : Global Jurist, Journal of Tort Law, International Commentary on Evidence,  Asian Journal of Comparative Law, The Journals of Legal Scholarship, Muslim World Journal of Human Rights et Review of Law & Economics. Reçues par des centaines de facultés de droit à travers le monde, les revues de BE Press publient des articles anglophones, hispanophones, et francophones.
Les autres revues papier publiées par Berkeley Law sont : 
- Asian American Law Journal
- Berkeley Business Law Journal
- Berkeley Journal of African-American Law & Policy
- Berkeley Journal of Employment and Labor Law
- Berkeley Journal of Gender, Law & Justice
- Berkeley Journal of International Law
- Berkeley Journal of Middle Eastern & Islamic Law
- Berkeley La Raza Law Journal
- Berkeley Technology Law Journal
- Berkeley Journal of Criminal Law
- California Law Review
- Ecology Law Quarterly

## Liste d'anciens célèbres
- Earl Warren, 1914 - Gouverneur de Californie, président de la Cour suprême des États-Unis
- Barbara Nachtrieb Armstrong, 1915 - première femme professeur de droit dans une top law school
- Walter Gordon, 1922 - Gouverneur des Îles Vierges, juge, membre du National Football Foundation Hall of Fame
- Roger J. Traynor, 1927 - Président de la Cour suprême de Californie, 1964-1970
- Melvin Belli, 1929 - avocat
- G. William Miller, 1952 - Ministre du Budget, président de la Réserve Fédérale (Fed)
- J. Clifford Wallace, 1955 - Juge, Cour d'appel des États-Unis pour le neuvième circuit
- Cruz Reynoso, 1958 - Juge, Cour suprême de Californie, 1982-1987
- Edwin Meese, 1958 - Procureur général des États-Unis
- Pete Wilson, 1962 - Sénateur, gouverneur de Californie
- Thelton Henderson, 1962 - Juge - United States District
- Rose Bird, 1965 - Président de la Cour suprême de Californie, 1977-1987
- Theodore Olson, 1965 - United States Solicitor General
- Michael Tigar, 1966 - Avocat, professeur de droit au Washington College of Law, American University
- Larry Sonsini, 1966 - Président de Wilson Sonsini Goodrich & Rosati
- Neil Goldschmidt, 1967 - Ministre des transports, Gouverneur de l'Orégon
- David B. Frohnmeyer, 1967 - Procureur général de l'Oregon, président de l'université de l'Orégon
- Robert K. Tanenbaum, 1968 - écrivain et ancien maire de Beverly Hills, CA
- David Weissbrodt, 1969 - ancien président de la sous-commission des Nations unies pour la protection des droits de l'homme, rapporteur spécial des Nations unies sur les droits des étrangers
- Dale Minami, 1971 - avocat principal dans l'affaire Fred Korematsu
- Marsha L. Berzon, 1973 - juge, Cour d'appel des États-Unis pour le neuvième circuit
- Harry Pregerson, 1950 - juge, Cour d'appel des États-Unis pour le neuvième circuit
- André Coutrelis, 1971 - avocat français pionnier du droit de la concurrence
- John L. Burris, 1973 - avocat
- Leigh Steinberg, 1973 - agent sportif
- Barry Scheck, 1974 - Cofondateur du projet Innocence
- Lance Ito, 1975 - Juge, président du tribunal ayant jugé O. J. Simpson
- Christopher Schroeder, 1974 - professeur à Duke University School of Law
- Katharine Bartlett, 1975 - Doyen de Duke University School of Law
- Donna Hitchens, Juge, 1977
- Michele A. Roberts (1980) : avocate directrice générale de la National Basketball Players Association (NPBA).
- Catherine Fisk, 1986 - Professeur à Duke University School of Law

## Liste d'enseignants célèbres
- Robert Cooter - Professeur émérite de droit et économie
- Christopher Edley, Jr. - Doyen de la faculté (2004-), cofondateur du The Civil Rights Project anciennement université Harvard.
- Larry Sonsini - Président de Wilson Sonsini Goodrich & Rosati
- Melvin A. Eisenberg - author of a leading Contracts casebook and chief reporter for the Principles of Corporate Governance, issued by the American Law Institute
- William A. Fletcher - Juge, Cour d'appel des États-Unis pour le neuvième circuit
- Phillip P. Frickey - pionnier dans l'interprétation des textes
- Lucas Guttentag - Fondateur de l'Union américaine pour les libertés civiles National Immigrants' Rights Project
- Ian F. Haney Lopez - Critique de la théorie des races et auteur de White By Law
- Angela P. Harris - Professeur émérite en droit des femmes
- Michael Heyman - Président du campus de Berkeley (1980-1990), secrétaire de la Smithsonian Institution (1994 to 1999)
- Phillip E. Johnson - l'un des pères du dessein intelligent
- Herma Hill Kay - ancien doyen de la faculté (1992-2000), important acteur dans le no-fault divorce en Californie
- Hans Kelsen - Auteur de la théorie sur la pyramide des normes
- Paul J. Mishkin - ancien auteur de nombreux traités populaires, Hart and Wechsler's The Federal Courts and the Federal System
- John T. Noonan, Jr. - Juge senior de la Cour d'appel des États-Unis pour le neuvième circuit
- William L. Prosser - ancien doyen de la faculté (1948-1961), auteur de nombreux traités sur la responsabilité des produits
- Pamela Samuelson - Expert en droit de la propriété intellectuelle
- John Yoo - Coauteur de USA PATRIOT Act et auteur d'une étude controversée défendant les pouvoirs du président et justifiant les tortures (si autorisées par le président).
- Angana P. Chatterji, chargée de projet